# Schizoglossum flavum
Schizoglossum flavum är en oleanderväxtart som beskrevs av Rudolf Schlechter. Schizoglossum flavum ingår i släktet Schizoglossum och familjen oleanderväxter. Inga underarter finns listade i Catalogue of Life.